# Kramgoa låtar 6
Kramgoa låtar 6 utkom i mitten av 1978 och är ett studioalbum av det svenska dansbandet Vikingarna, och det sista med dessa där Stefan Borsch är sångare. Albumet återutgavs 1996 till CD.

## Låtlista

### Sida 1
1. Export
2. Marie, Marie
3. Låt inte din skugga falla här
4. Hey Paula
5. Singin' in the Rain
6. Kommer du till lunden
7. Om du går nu (It's a Heartache)

### Sida 2
1. Du har gjort min gråa värld till guld igen (When My Blue Moon Turns to Gold Again)
2. En blyg liten tös
3. Det är ingen idé
4. Längtan efter dig
5. Hon får som hon vill (For a Few Dollars More)
6. Sail along Silvery Moon
7. Corrine, Corrina
8. Godnattvalsen

## Listplaceringar
| Lista (1978)    | Topplacering |
| --------------- | ------------ |
| Norge           | 17           |
| Sverige Sverige | 6            |